# Ластебассе
Ластебассе (італ. Lastebasse, вен. Lastebasse) — муніципалітет в Італії, у регіоні Венето, провінція Віченца.
Ластебассе розташоване на відстані близько 460 км на північ від Рима, 100 км на північний захід від Венеції, 50 км на північний захід від Віченци.
Населення — 215 осіб (2014).

## Демографія
Населення за роками:

Станом на 1 січня 2023 року в муніципалітеті офіційно проживало 15 іноземців з 4 країн, серед них 9 громадян країн Євросоюзу та 1 громадянин України.

## Сусідні муніципалітети
- Арсьєро
- Фольгарія
- Лагі
- Лавароне
- Педемонте
- Тонецца-дель-Чимоне
- Вальдастіко